# La Revue des revues
La Revue des revues est un film français réalisé par Joe Francis en 1927.

## Synopsis
Gabrielle Derisau (Hélène Hallier) est petite main chez Paquin. Sa vie de famille, avec un père alcoolique et une mère brimée, est sordide. Elle rêve de changer de vie et veut participer au concours du « plus petit pied de France » qui peut lui permettre de devenir meneuse de revue au Folies Bergère. Elle arrive trop tard pour le concours, mais rencontre Georges Barsac (André Luguet), un acteur au talent injustement méconnu. Celui-ci l'introduit dans le monde du théâtre.

## Fiche technique
- Titre : La Revue des revues
- Titre d'origine : Paris qui charme
- Réalisateur : Joe Francis
- Scénario : Joe Francis et Clément Vautel
- Production : Alex Nalpas
- Distribution : Star Film
- Musique : Taranta-Babu (version de 2005)
- Pays :  France
- Format : Noir et blanc - Muet - 1,33:1 - 35 mm
- Durée : 103 minutes (version restaurée)
- Date de sortie : 29 novembre 1927

## Distribution
- André Luguet : Georges Barsac
- Hélène Hallier : Gabrielle Derison / Gaby Derys
- Joséphine Baker
- Pépa Bonafé
- Erna Carisé
- Edmond Castel
- Jeanne de Balzac
- Mme Dehan
- D. Gretchikine
- The Hoffman Girls
- John Tiller's Folies Girls
- Mme Komakova
- Roger Londonia
- Ludovic
- Lila Nicolska
- Boris Skibine
- Jack Stanford
- Titos
- Henri Varna
- Émile Audiffred
- Stanislawa Welska
- Ruth Zackey

## Commentaire
L'intrigue de ce film muet, très rudimentaire, sert de prétexte à présenter les spectacles de music-hall de l'époque (Moulin Rouge, Folies Bergère, Palace), avec notamment deux numéros de Joséphine Baker. Ce principe de numéros agrégés se retrouve deux dans plus tard dans un film hollywoodien au nom similaire, The Show of Shows.
Lila Nikolska y danse son propre rôle de danseuse des Folies Bergère.